# Oenoki Katsumi
Oenoki Katsumi (sinh ngày 3 tháng 4 năm 1965) là một cầu thủ bóng đá người Nhật Bản.

## Đội tuyển bóng đá quốc gia Nhật Bản
Oenoki Katsumi thi đấu cho đội tuyển bóng đá quốc gia Nhật Bản từ năm 1989 đến 1990.

## Thống kê sự nghiệp
| Đội tuyển bóng đá Nhật Bản | Đội tuyển bóng đá Nhật Bản | Đội tuyển bóng đá Nhật Bản |
| Năm                        | Trận                       | Bàn                        |
| -------------------------- | -------------------------- | -------------------------- |
| 1989                       | 4                          | 0                          |
| 1990                       | 1                          | 0                          |
| Tổng cộng                  | 5                          | 0                          |